# Paul Teutul jr.
Paul "Paulie" Michael Teutul (2 oktober 1974) is een van de hoofdrolspelers in de Amerikaanse televisieserie American Chopper. Hij beheerde Orange County Choppers samen met zijn vader Paul Teutul Sr. sinds 1999. 
Zijn broer Daniel Teutul is eigenaar van Orange County Ironworks, een bedrijf dat werd opgericht door zijn vader. Paul Jr. heeft ook nog een zuster Cristin, de jongste van de kinderen van Paul Sr. Zij werkt als verpleegster in Rochester, in de staat New York. Broer Michael (Mikey), die technisch niet zo vaardig is, vormt vaak met zijn onhandigheid de komische noot in de serie.

## De breuk
Op 9 april 2009 kreeg Paul Jr. zo'n ernstig meningsverschil met zijn vader, dat hij op staande voet ontslagen werd. Hoewel dit geschil later werd opgelost, heeft hij in de aflevering van 30 april 2009 besloten om zijn baan vrijwillig op te zeggen bij OCC. In de daaropvolgende afleveringen is Paul Jr. te zien als adviseur van OCC, en werkte hij aan choppers die extra mankracht nodig hadden. Om ruzies te voorkomen, meed hij zijn vader op de werkplek en was daarom alleen maar aanwezig als zijn vader niet aanwezig was.

## Paul Jr. Designs
Paul Jr. begon in 2009 zijn eigen onderneming genaamd "Paul Jr. Designs". Hij startte in eerste instantie met ontwerpen in de breedste vorm. Zijn eerste werk is het 'oppimpen' van een barbecue ter gelegenheid van een jubileum van het barbecue merk. Daarna volgde nog een hondenpark in Montgomery en een verwoede poging om een merklijn genaamd "shop a chop" in de winkels te krijgen. Onder de naam Bamboo Pets lukt de pitch uiteindelijk. Dit zijn allemaal artikelen ten behoeven van honden om te spelen en kluiven. Bij het opstarten van de onderneming om ook motoren te gaan bouwen in april 2010 wil Paul Jr. gebruikmaken van de diensten van de oud werknemers van Orange County Choppers, Vinnie DiMartino, Cody Connelly en Robert "Nub" Collard. Ook zijn broer Mikey heeft de kant van Paul Jr. gekozen na de breuk met hun vader.
Paul Jr. werkte samen met computerspelontwikkelaar Blizzard en ontwierp voor het spel 'World of Warcraft' twee choppers. Deze choppers zijn opgenomen in het spel waaraan ook een wedstrijd vast hing. De chopper die verkozen werd tot mooiste creatie kregen de spelers gratis. De andere kan je in-game kopen bij een character genaamd 'Paulie', uiteraard vernoemd naar Paul "Paulie" Jr.

## Huwelijk
Op 20 augustus 2010 zijn Paul Jr. en Rachael Biester (Paul Jr's vriendin sinds 2007 nadat hij haar ontmoet had tijdens de opnames van de American Chopper episode "McCuff Industries Bike") in Los Angeles getrouwd. 